# 第六聲
第六聲（英語：Sixth Tone）是由中共上海市委主管的上海報業集團旗下的英文网络杂志，是澎湃新聞的姊妹刊。該雜誌於2016年4月6日出版，出版对象是西方国家的讀者。

## 外部連結
- 官方网站
- 第六聲的X（前Twitter）
- 第六聲的Facebook專頁